# カティプナン

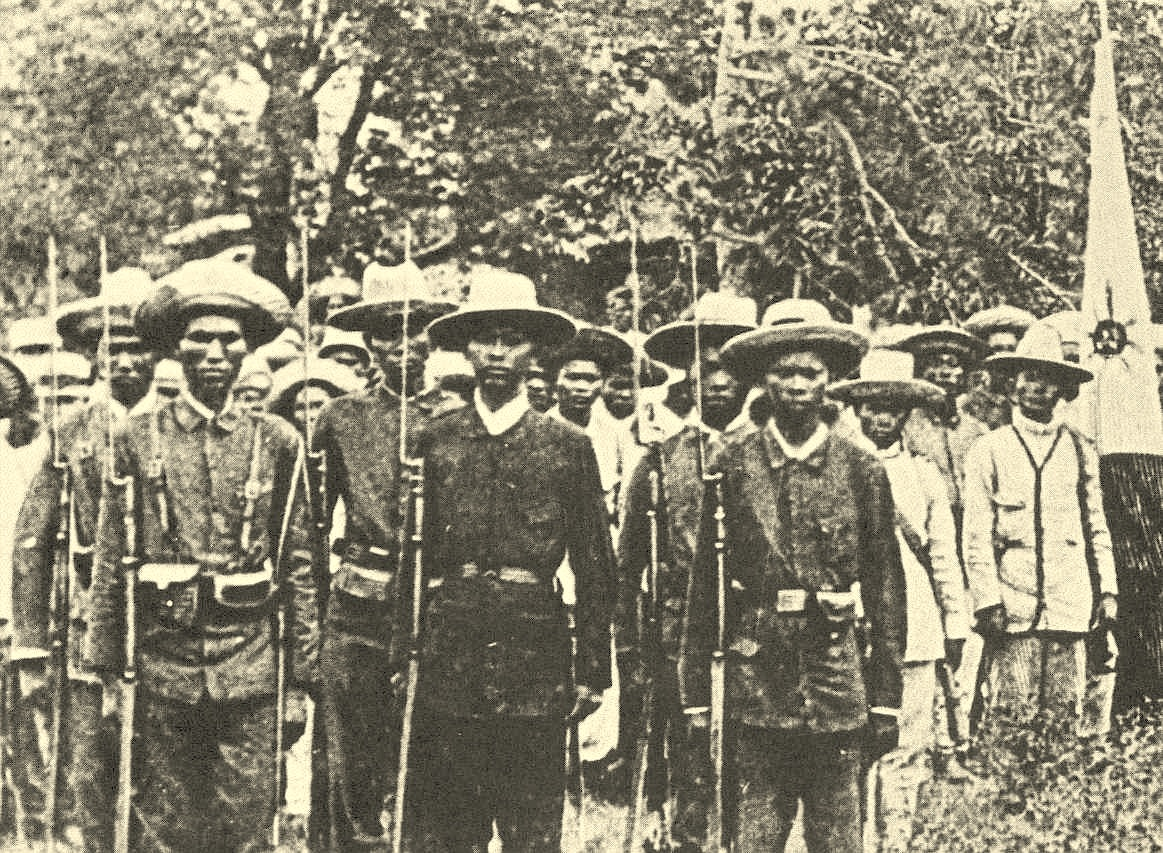
カティプナンのメンバー

カティプナン早期の旗

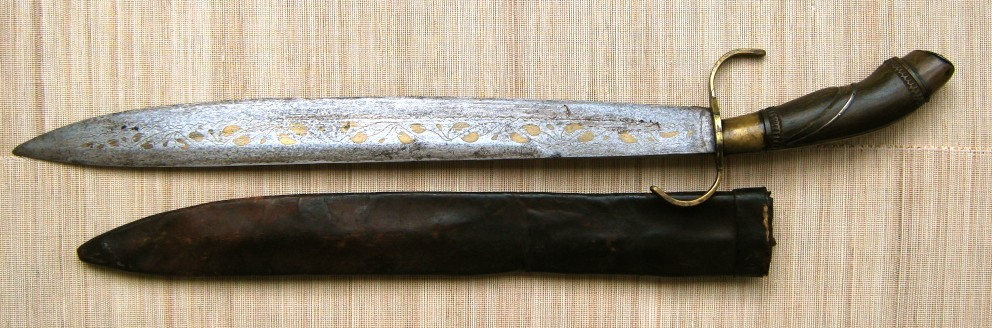
カティプナン・メンバーの刀

カティプナン（タガログ語：Katipunan）は、19世紀のフィリピンでスペインからの独立を目指してアンドレス・ボニファシオらによって結成された秘密組織。

## 概説
カティプナンという名前はタガログ語の正式名称「Kataastaasang Kagalanggalangang Katipunan ng mga Anak ng Bayan （カタアスタアーサン、カガランガランガン、カティプナン・ナン・マガ・アナック・ナン・バーヤン）」（母なる大地の息子たちと娘たちによるもっとも高貴にして敬愛されるべき会の意）の短縮形であるが、「KKK」というシンボルマークでも知られる。
カティプナンはホセ・リサールによって作られたラ・リガ・フィリピナ（フィリピン連盟）の主要メンバーたちの逮捕後に、その一員でもあったアンドレス・ボニファシオによって創設された。「ラ・リガ・フィリピナ」は知識階級が中心で非暴力改革を志向したが、スペイン官憲の徹底的な弾圧を受けた。ボニファシオはこのようなやり方では改革は達成できないと考え、武力闘争路線のもとでカビテ州、バタンガス州、ブラカン州、ヌエバ・エシハ州などのタガログ諸州にまで支部を拡大し、1896年にカティプナンによるフィリピン独立闘争（フィリピン独立革命）を開始した。
スペイン官憲はこれを機にホセ・リサールを逮捕し、銃殺。リサール自身は武力闘争を志向したことはなかったが、カティプナンのメンバーたちから独立運動の思想的指導者として敬愛されていた。スペインの意図に反して、リサールの死は独立運動を活発化させることになった。カティプネロスと呼ばれたメンバーたちは「ホセ・リサール万歳！」と叫んで戦いに身を投じた。
独立闘争の中でやがてカティプナンは二つのグループに分裂し、対立していく。一つはボニファシオに近いアルバレス将軍率いるマグディワン派であり、もう一つはエミリオ・アギナルド将軍の兄弟バルトロメオ率いるマグダロ派である。この状態を解決すべく開かれたテヘロス会議においてボニファシオはカティプナンにおける主導権を喪失する。マグダロ派のメンバーが学問のないボニファシオの指導力に疑問を呈したときに、ボニファシオは会議を放棄、議決の無効を宣言したためである。その後、ボニファシオはカティプナンの指導権を掌握したアギナルド将軍の指示で逮捕され、1897年5月10日に粛清された。
1897年のビアクナバト協定においてアギナルド将軍はスペイン政府と休戦協定を結び、他のメンバーとともに香港へ去った。その後、和平協定は長持ちせず、フィリピンは再び騒乱状態に陥った。アギナルドは米西戦争の勃発を受けてフィリピンへ戻った。アギナルドはアメリカ合衆国がフィリピン独立運動を支持してくれると信じており、1898年6月12日にマニラでフィリピンの独立を宣言したが、アギナルドたちの夢はすぐに打ち壊された。アメリカ合衆国が領土欲しさの本心をあらわにしたパリ講和会議で、フィリピン代表団が出席を拒否されたのである。そこでアギナルドは、フィリピンがスペインからアメリカ合衆国へ2,000万ドルで割譲されたことを知った。
怒ったアギナルドらはすぐさまアメリカに対する独立闘争を開始し、1899年1月21日にフィリピン第一共和国建国を宣言するが（米比戦争）、1901年3月23日にイサベラ州パラナンでアギナルドが捕らえられ、全カティプナンメンバーへの闘争の停止と降伏の呼びかけを行わされた。アギナルドの呼びかけによりメンバーたちは次々に降伏していったが、マカリオ・サカイなど数少ないメンバーだけが地下へ潜伏して抵抗を続けた。サカイらは1902年に「タガログ共和国」建国を宣言して反米闘争を続けていたが、アメリカの姦計により1906年に捕らえられ、翌1907年に処刑された。
カティプナンの歴史はここに終わった。フィリピンの真の独立は1946年を待つことになる。

## カティプナンの主なメンバー
- エミリオ・アギナルド
- アンドレス・ボニファシオ
- ゲルゴリア・デ・ヘスス
- グレゴリオ・デル・ピラール
- エミリオ・ハシント
- マリアノ・ラネラ
- アントニオ・ルナ
- アポリナリオ・マビーニ
- ミゲル・マルヴァル
- アルテミオ・リカルテ - ボニファシオに雇用され、「クサリヘビ」（es:Víbora, en:viper）の名を得る。
- マカリオ・サカイ（英語版）